# Un pájaro azul
Un pájaro azul  és una pel·lícula dramàtica argentina-uruguaiana del 2023 dirigida per Ariel Rotter i coescrita al costat de Federico Pinto. És protagonitzada per Alfonso Tort i Julieta Zylberberg. La pel·lícula es va estrenar mundialment el 25 de setembre de 2023 durant el Festival de Cinema Llatinoamericà de Biarritz, mentre que la seva estrena a les sales de cinemes de l'Argentina va ser el 23 de novembre de 2023.

## Argument
La història segueix a Javier i Valeria, una parella que fa anys busquen ser pares, però no arriben a aconseguir-ho com tampoc la casa dels seus somnis. El conflictes sorgeix quan una companya del treball de Javier anomenada Camila li dona la notícia que està embarassada i el bebè que està esperant és d'ell. A partir d'això, Javier s'adona que aquesta recent situació pot amenaçar i destruir el seu matrimoni amb Valeria.

## Repartiment
- Alfonso Tort com a Javier
- Julieta Zylberberg com a Valeria
- Norman Briski com a Papá de Javier
- Susana Pampín com a Nuria Palau
- Romina Paula com a Camila
- Walter Jakob com a Diego
- María Villar com a Julieta
- Verónica Hassan
- Néstor Guzzini
- Julián Larquier Tellarini com a Damián
- Alejandra Flechner com a Mamá de Valeria
- Eugenia Guerty com a Metgessa
- Horacio Acosta com a Papá de Valeria

## Recepció

### Comentaris de la crítica
La pel·lícula va collir ressenyes favorables per part de la crítica. Diego Brodersen de Página/12 va qualificar a la cinta amb un sis, ressaltant que el director convoca «un repartiment de rostres recognoscibles i talentosos en els papers secundaris», no obstant això, va qüestionar que «el resultat és a penes efectiu, com si es tractés d'un esborrany d'una altra pel·lícula més profunda i emotiva». Diego Batlle d’Otros cines va elogiar el treball Rotter, afirmant que el director aconsegueix una pel·lícula «melancòlica, nostàlgica, minimalista i esquinçadora», com així també una «cuidada i bella posada en escena».
En una ressenya per La Nación, Alejandro Lingenti va escriure «entre les seves fortaleses destaquen un elenc molt inspirat, una bona banda sonora i un humor lleuger i assordinat que apunta de manera intermitent per matisar el to més greu que domina la narració». Pablo O. Scholz de Clarín va assenyalar que la pel·lícula aixeca vol gràcies a les interpretacions de l'elenc, que el converteix en «un bon film» i en «un drama intens i interior».

### Premis i nominacions
| Llista de premis i nominacions | Llista de premis i nominacions                | Llista de premis i nominacions         | Llista de premis i nominacions | Llista de premis i nominacions | Llista de premis i nominacions |
| Any                            | Organització                                  | Categoria                              | Nominat/a(s)                   | Resultat                       | Ref(s)                         |
| ------------------------------ | --------------------------------------------- | -------------------------------------- | ------------------------------ | ------------------------------ | ------------------------------ |
| 2024                           | Festival de Cinema Llatinoamericà de Biarritz | Premi del jurat                        | Un pájaro azul                 | Guanyador                      | [ 9 ]                          |
| 2024                           | Festival de Cinema Llatinoamericà de Biarritz | Millor actor                           | Alfonso Tort                   | Guanyador                      | [ 9 ]                          |
| 2024                           | Premis Sur                                    | Millor fotografia                      | Guillermo Nieto                | Nominat                        | [ 10 ]                         |
| 2024                           | Premis Sur                                    | Millor direcció d’art                  | Aili Chen                      | Nominat                        | [ 10 ]                         |
| 2024                           | Premis Martín Fierro de Cinema i Sèries       | Millor actriu de comèdia               | Julieta Zylberberg             | Nominat                        | [ 11 ]                         |
| 2024                           | Premis Martín Fierro de Cinema i Sèries       | Millor actor de repartiment de comèdia | Norman Briski                  | Nominat                        | [ 11 ]                         |